# Eueides dianasa
Eueides dianasa är en fjärilsart som beskrevs av Jacob Hübner 1806. Eueides dianasa ingår i släktet Eueides och familjen praktfjärilar. Inga underarter finns listade i Catalogue of Life.